# Pitkäsaari (ö i Jämsä, Kolhinselkä)
Pitkäsaari är en ö i Finland. Den ligger i sjön Eväjärvi och i kommunen Jämsä i den ekonomiska regionen  Jämsä  och landskapet Mellersta Finland, i den södra delen av landet, 190 km norr om huvudstaden Helsingfors. Öns area är 0,4 hektar och dess största längd är 190 meter i nord-sydlig riktning.